# 约克纳帕塔法
约克纳帕塔法（Yoknapatawpha）是美国小说家威廉·福克纳笔下虚构的一个县份，名字借自约克纳帕塔法河，这条河流过密西西比州拉斐特县南部。Yoknapatawpha来自乔克托语或奇克索语，按照一般当代语言学家的解释，Yokna意为“土地”，“patawpha”意为“犁开”。不少拉斐特县人认为它的名字意思是“分裂的土地”，但没人知道准确的意思。福克纳自己对他虚构县份名字的来源似乎并不清楚，他不只一次向人解释这个名字意思是“河水缓缓流过平原”，虽然他显然研究了当地的历史。
背景设定在约克纳帕塔法的小说包括《萨托利斯》、《不可征服的人》（1938）、《喧哗与骚动》（1929）、《押沙龙，押沙龙！》（1936）、《去吧，摩西》（1942）、《坟墓的闯入者》（1948）、《我弥留之际》（1930）、《村子》（1940）、《小镇》（1957）和《大宅》（1959）、《圣殿》（1931）、《八月之光》（1932）、《野棕榈》（1939）、《熊》（1942）等。